# Robert Lawrence Eichelberger
Robert Lawrence Eichelberger, ameriški general in pisatelj, * 1886, † 1961.
Leta 1909 je diplomiral na West Pointu. Prvo svetovno vojno je končal kot poveljnik bataljona, drugo pa kot poveljnik 8. armade.

## Dela
- Our Jungle Road to Tokyo, New York, 1950.